# Constantin Ștefan (Fußballspieler, 1939)
Constantin Ștefan (* 3. Juni 1939 in Bukarest; † 11. September 2012) war ein rumänischer Fußballspieler und -trainer.

## Sportlicher Werdegang
Ștefan spielte zunächst beim Klub Voința Bukarest, der später in CPCS Bukarest umbenannt wurde. Nach der Auflösung des 1958 aus der Divizia B abgestiegenen Klubs im folgenden Jahr wechselte er innerhalb der Stadt zum Zweitligisten Dinamo Obor Bukarest. Mit seinem neuen Klub erreichte er 1960 das Endspiel um die Cupa României, das jedoch mit einer 0:2-Niederlage gegen Progresul Bukarest verloren ging.
Ștefan wechselte daraufhin 1961 zu Dinamo Bukarest in die Divizia A. Hier bestritt er bis zu seinem Karriereende 1971 189 Ligaspiele und gewann fünf Mal den Meistertitel sowie zwei Mal den Landespokal.
Später war Ștefan als Trainer tätig und betreute mehrfach Dinamo Slatina sowie Corvinul Hunedoara, Pandurii Târgu Jiu, Gloria Buzău, Progresul Bukarest und ROVA Roșiori.
Im September 2012 verstarb Ștefan im Alter von 73 Jahren an den Folgen einer Lungenentzündung.

## Erfolge
- Rumänischer Meister: 1962, 1963, 1964, 1965, 1971
- Rumänischer Pokalsieger: 1964, 1968